# Vřesovice (ort i Tjeckien, Södra Mähren)
Vřesovice är en ort i Tjeckien.   Den ligger i regionen Södra Mähren, i den östra delen av landet, 230 km sydost om huvudstaden Prag. Vřesovice ligger 270 meter över havet och antalet invånare är 622.
Terrängen runt Vřesovice är kuperad norrut, men söderut är den platt. Runt Vřesovice är det ganska tätbefolkat, med 80 invånare per kvadratkilometer. Närmaste större samhälle är Uherské Hradiště, 17,8 km öster om Vřesovice. I omgivningarna runt Vřesovice växer i huvudsak blandskog.